# Dimetilaliltranstransferasa
La dimetilaliltranstransferasa, conocida también como farnesil pirofosfato sintasa o farnesil difosfato sintasa, es una enzima (EC 2.5.1.1) que cataliza la siguiente reacción química:
Por lo tanto esta enzima tiene dos sustratos, el dimetilalil pirofosfato y el isopentenil pirofosfato y un producto, el farnesil pirofosfato. En esta reacción también se encuentra involucrado el difosfato, actuando como reactivo y como producto. En un paso intermedio de esta reacción se crea geranilpirofosfato. 

## Clasificación
Esta enzima pertenece a la familia de las transferasas, más específicamente a la familia de transferasas que transfieren grupos alquilo o arilo diferentes al grupo metilo. 

## Nomenclatura
El nombre sistemático de esta clase de enzimas es dimetilalil-difosfato:isopentenil-difosfato dimetilaliltranstransferasa su nombre aceptado es Dimetilaliltranstransferasa y otros nombres por los cuales se la suele citar son: (2E,6E)-farnesil difosfato sintetasa, trans-farnesil pirofosfato sintetasa, DMAPP:IPP-dimetilaliltransferasa, dimetilaliltransferasa, dipreniltransferasa, geranil pirofosfato sintasa, geranil pirofosfato sintetasa, geranil-difosfato sintasa, y preniltransferasa

## Papel biológico
Esta enzima se encuentra involucrada en la biosíntesis de precursores terpenoides que se encuentran en puntos basales de la síntesis de importantes compuestos y metabolitos secundarios en diferentes organismos,  tales como los monoterpenoides, ruta que se origina con el compuesto geranil difosfato. A su vez el geranil difosfato es un compuesto necesario para la síntesis de farnesil difosfato, compuesto del que derivan los ditrans-policis-poliprenoles, sesquiterpenoides, preescualeno difosfato (del cual a su vez derivan los triterpenoides y los esteroides); vía geranilgeranilo difosfato en la síntesis de diterpenoides y carotenoides; y vía geranilfarnesil difosfato en la síntesis de sesterpenoides y sescuarterpenoides.